# Gare de Sestao (cercanias)
Sestao est le nom d'une gare de la Ligne C-1 du réseau Cercanías de Renfe à Bilbao, entre les gares La Iberia et de Barakaldo.
La gare se situe dans la localité homonyme, près de l'Acierie Compacta de Bizkaia, du groupe Arcelor, anciennement Hauts Fourneaux de Biscaye. Bien que la gare ait rendu service aux travailleurs et autres utilisateurs, de nos jours elle a un trafic de voyageurs nul. Les raisons sont les suivantes : La gare de La Iberia se trouve plus proche de l'ACB que cette gare et a donc absorbé le trafic des travailleurs. La gare est très éloignée du noyau urbain. L'implantation du Métro de Bilbao avec des gares comme Urbinaga ou Sestao a récupéré les derniers utilisateurs de cette gare.
Dans la même commune on trouve également la gare de La Iberia.
On s'est récemment posé la question de la possibilité de créer une gare ferroviaire (Cercanias) à Urbinaga, proche de la station d'Urbinaga de la Ligne 2 du métro de Bilbao et de la future ligne de tramway UPV - Leioa - Urbinaga, en supprimant celle de Sestao puisque ces deux gares sont très proches et celle d'Urbinaga pourrait être plus rentable que l'actuelle.

Carte du réseau de Renfe Cercanías Bilbao.

| Provenance/Destination | <         | Ligne | >         | Provenance/Destination |
| ---------------------- | --------- | ----- | --------- | ---------------------- |
| Santurtzi              | La Iberia |       | Barakaldo | Bilbao-Abando          |

## Autres stations de la municipalité
A Sestao on trouve aussi la gare de Renfe Cercanías suivante :
- La Iberia

## Voir également
- Ligne C1 (exploitée par Cercanias Bilbao)
- Renfe Cercanías Bilbao